# Теодора Аксухина
Теодора Аксухина је била царица Трапезунта (1204—1222), супруга цара Алексија I Великог Комнина и мајка царева Јована I Великог Комнина и Манојла I Великог Комнина.

## Порекло
Верује се да је Теодора ћерка Јована Комнина Аксуха, званог Јован Дебели, претендента на византијску круну који је крунисан за цара у цркви Свете Софије у Цариграду 31. јула 1200. године, али су га његови војници издали и убили, а онда се заклињу на верност цару Алексију III Анђелу. 
Теодора се први пут појављује са презименом Аксукхина у делу Детлева Швеникеа Еуропаисцхе Стаммтафелн: Стаммтафелн зур Гесцхицхте дер Еуропаисцхен Стаатен (1978). У историјским изворима нема директних доказа да је припадала познатој породици Аксукхин. О томе суди пуно име њеног сина цара Јована I Великог Комнина Аксуха.

## Породица
Теодора се удала за цара Алексија I Великог Комнина, коме је родила најмање четворо деце:
- ћерка удата за цара Андроника I Гида
- Јован I Велики Комнин
- Јоаникије, монах од 1237/38. године.
- Манојло I Велики Комнин